# Sergej Emelin
Sergej Aleksandrovič Emelin (in russo Сергей Александрович Емелин?; Ruzaevka, 16 giugno 1995) è un lottatore russo, specializzato nella lotta greco-romana. È stato due volte campione mondiale, vincendo il torneo dei 60 chilogrammi a Budapest 2018 e Nur-Sultan 2019.

## Palmarès
- Giochi olimpici

Tokyo 2020: bronzo nei 60 kg.
- Mondiali

Budapest 2018: oro nei 60 kg.
Nur-Sultan 2019: oro nei 60 kg.
- Europei

Kaspijsk 2018: oro nei 60 kg.
Bucarest 2019: argento nei 60 kg.
Varsavia 2021: bronzo nei 60 kg.
- Giochi mondiali militari

Wuhan 2019: argento nei 60 kg.